# Гошмань
Гошмань, Гошмані (рум. Goșmani) — село у повіті Нямц в Румунії. Входить до складу комуни Роминь.
Село розташоване на відстані 270 км на північ від Бухареста, 28 км на схід від П'ятра-Нямца, 75 км на південний захід від Ясс.

## Населення
За даними перепису населення 2002 року у селі проживали 1103 особи, усі — румуни. Усі жителі села рідною мовою назвали румунську.